# Rhabdotis picta
Rhabdotis picta är en skalbaggsart som beskrevs av Fabricius 1775. Rhabdotis picta ingår i släktet Rhabdotis och familjen Cetoniidae. Inga underarter finns listade i Catalogue of Life.